# Reichardtswerben
Reichardtswerben is een plaats en voormalige gemeente in de Duitse deelstaat Saksen-Anhalt en maakt deel uit van de gemeente Weißenfels in de Landkreis Burgenlandkreis.
Reichardtswerben telt 1.239 inwoners.